# Далибор Драгич
Далибор Драгич (на сръбски: Далибор Драгић) е босненски футболист, играл като десен и централен защитник. Роден е на територията на бивша Югославия (днес Босна и Херцеговина) през 1972 г. Най-големите си футболни успехи постига с отбора на Левски София – две шампионски титли (2001 и 2002) и две купи на България (2002 и 2003).